# Samsung Galaxy J3 Pro
O Samsung Galaxy J3 Pro  é um smartphone Android fabricado pela Samsung Electronics. O telefone foi feito para o mercado chinês e promovido pela China Telecom.

## Especificações

### Hardware
O Galaxy J3 Pro é alimentado por um SoC Snapdragon 410 com CPU ARM Cortex-A53 quad-core de 1,2 GHz, GPU Adreno 306 e 2 GB de RAM. O armazenamento interno de 16 GB é expansível até 256 GB por meio de um cartão microSD.  Ele possui uma tela Super AMOLED.
Ele possui uma tela Super AMOLED de 5,0 polegadas com resolução HD Ready. A câmera traseira de 8 MP tem abertura de f/2.2. A câmera frontal é de 5 MP, também com abertura de f/2.2. 

### Software
O J3 Pro executa o Android 5.1.1 “Lollipop” e a interface de usuário TouchWiz da Samsung. 